# 罗达尔布
罗达尔布（法語：Rodalbe，法語發音：[ʁɔdalb]）是法国摩泽尔省的一个市镇，属于萨尔堡-萨兰堡区。

## 地理
罗达尔布（48°54'30"N, 6°42'10"E）面积10.57 平方千米，位于法国大東部大區摩泽尔省，该省份为法国东北部内陆省份，是洛林的一部分，西南接默尔特-摩泽尔省，东临下莱茵省，北与卢森堡和德国接壤。
与罗达尔布接壤的市镇（或旧市镇、城区）包括：贝内斯特罗夫、贝尔默兰、孔蒂勒、利德勒赞、拉克朗日、维尔曼、扎尔伯兰。

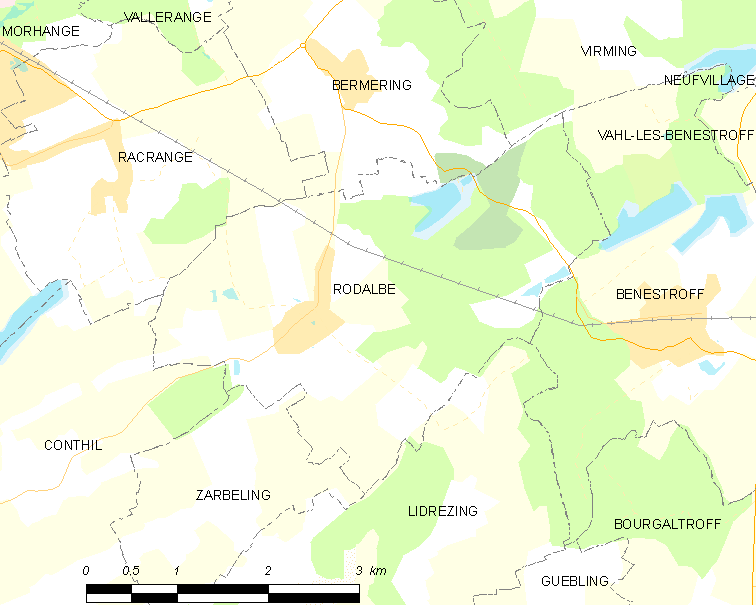
罗达尔布的OSM定位图

罗达尔布的时区为UTC+01:00、UTC+02:00（夏令时）。

## 行政
罗达尔布的邮政编码为57340，INSEE市镇编码为57587。

## 政治
罗达尔布所属的省级选区为索努瓦县。

## 人口

1962-2008年间罗达尔布人口变化图示

罗达尔布于2022年1月1日时的人口数量为246人。